# Mārcis Ošs
Mārcis Ošs (Limbaži, 25 de julio de 1991) es un futbolista letón que juega de defensa en el SK Super Nova de la Virslīga.

## Selección nacional
Ošs es internacional con la selección de fútbol de Letonia, con la que debutó el 28 de marzo de 2017, en un partido amistoso frente a la selección de fútbol de Georgia.
Su primer gol con la selección lo hizo el 19 de noviembre de 2019 frente a la selección de fútbol de Austria, en un partido de clasificación para la Eurocopa 2020.

### Goles internacionales
| N.º | Fecha                   | Estadio                        | Rival   | Gol | Resultado | Competición |
| --- | ----------------------- | ------------------------------ | ------- | --- | --------- | ----------- |
| 1   | 19 de noviembre de 2019 | Estadio Daugava, Riga, Letonia | Austria | 1-0 | 1-0       | Amistoso    |

## Clubes
| Club                               | País    | Año       |
| ---------------------------------- | ------- | --------- |
| FK Jelgava                         | Letonia | 2011-2015 |
| Górnik Zabrze                      | Polonia | 2016      |
| FK Jelgava                         | Letonia | 2016-2017 |
| FK Spartaks Jūrmala                | Letonia | 2018-2022 |
| Neuchâtel Xamax (cedido)           | Suiza   | 2018-2020 |
| F. C. Lugano (cedido)              | Suiza   | 2020-2021 |
| F. C. Stade-Lausana-Ouchy (cedido) | Suiza   | 2021-2022 |
| FK RFS                             | Letonia | 2023-2024 |
| SK Super Nova                      | Letonia | 2025-     |

## Palmarés

### Títulos nacionales
| Título          | Club       | País    | Año  |
| --------------- | ---------- | ------- | ---- |
| Copa de Letonia | FK Jelgava | Letonia | 2014 |
| Copa de Letonia | FK Jelgava | Letonia | 2015 |
| Copa de Letonia | F. K. RFS  | Letonia | 2024 |
| Virslīga        | F. K. RFS  | Letonia | 2024 |

### Títulos internacionales
| Título       | Club (*)             | Sede    | Año  |
| ------------ | -------------------- | ------- | ---- |
| Copa Báltica | Selección de Letonia | Letonia | 2016 |

(*) Incluyendo la selección.